# Старопазовачки срез
Старопазовачки срез (мађ. Ópazovai járás; хрв. Staropazovački kotar) је био административна јединица у Срему од 1881. до 1956. године. Настао је у време Аустроугарске, након укидања Војне крајине и налазио се у саставу Сремске жупаније, која је била део Краљевине Хрватске и Славоније, односно Краљевине Угарске. После Првог светског рата, ушао је у састав тада формиране Краљевине Срба, Хрвата и Словенаца.
Године 1922. приликом територијалне реорганизације Краљевине СХС, када су укинуте жупаније, укључен је у новоформирану Сремску област, а 1929. приликом поделе Краљевине Југославије на бановине у састав Дунавске бановине. Године 1936. један део насеља је издвојен у тада формирани Сремскокарловачки срез. Након окупације Југославије, постао је део усташке Независне Државе Хрватске (НДХ), где се од јуна 1941. налазио у саству Велике жупе Вука. У периоду од априла до октобра 1941. део југо-источног Срема (источно од линије Бољевци на Сави – Сланкамен на Дунаву), који је обухватао делове старопазовачког и земунског среза, налазио се под директном немачком окупацијом, са доминантном улогом домаћег немачког становништва, али је потом и званично укључен у НДХ.
После ослобођења Југославије, 1945. Старопазовачки срез је постао део тада формиране Аутономне Покрајине Војводине, која се налазила у саставу Народне Републике Србије. Постојао је до 1956. када је услед постепеног укидања срезова у Војводини, његова територија укључена у састав Сремскомитровачког среза, тада јединог среза у Срему. Године 1960. срезови су укинути као административне јединице у АП Војводини, а на територији некадашњег Старопазовачког среза формиране су општине — Стара Пазова и Инђија.

## Насељена места
Седиште Старопазовачког среза налазило се у Старој Пазови, а срез је обухватао и више околних насеља. Територија среза је временом мењана, па је мењан и број места које је обухватао.

### Аустроугарска
Према Попису становништва из 1890. и 1910. Старопазовачки срез се налазио у Сремској жупанији и обухватао је 15 насеља. На Попису из 1890. имао је 38.719 становника, односно 47.897 са градовима Петроварадином и Сремским Карловцима, који су као слободни градови (градови срезови), само територијално припадали срезу.
1. Белегиш
2. Бешка
3. Буковац
4. Војка
5. Голубинци
6. Крчедин
7. Нова Пазoва
8. Нови Бановци
9. Нови Карловци
10. Нови Сланкамен
11. Стара Пазова
12. Стари Бановци
13. Стари Сланкамен
14. Сурдук
15. Чортановци

### Краљевина Југославија
Према Попису становништва из 1931. Старопазовачки срез се налазио у Дунавској бановини и обухватао је 15 насеља и имао 51.686 становника:
1. Белегиш
2. Бешка
3. Буковац
4. Војка
5. Голубинци
6. Крчедин
7. Нова Пазoва
8. Нови Бановци
9. Нови Карловци
10. Нови Сланкамен
11. Сремски Михаљевци
12. Стара Пазова
13. Стари Бановци
14. Стари Сланкамен
15. Сурдук

Након формирања Сремскокарловачког среза, 1936. Старопазовачки срез је обухватао:
1. Белегиш
2. Војка
3. Голубинци
4. Нова Пазoва
5. Нови Бановци
6. Нови Карловци
7. Нови Сланкамен
8. Сремски Михаљевци
9. Стара Пазова
10. Стари Бановци
11. Стари Сланкамен
12. Сурдук

### ФНР Југославија
Према Попису становништва из 1953. Старопазовачки срез се налазио у АП Војводини и обухватао је 17 насеља и имао 62.696 становника:
1. Белегиш
2. Бешка
3. Војка
4. Голубинци
5. Инђија
6. Крчедин
7. Крњешевци
8. Љуково
9. Марадик
10. Нови Бановци
11. Нови Карловци
12. Нова Пазова
13. Нови Сланкамен
14. Попинци
15. Стари Бановци
16. Стари Сланкамен
17. Сурдук